# Трансмиссисипский театр военных действий Гражданской войны в США

Карта военных действий на Трансмиссисипском ТВД, с указанием только важнейших сражений

Трансмиссисипский театр военных действий Гражданской войны в США — акватория реки Миссисипи и прилегающие местности, где в 1862—1864 годах происходили речные и сухопутные сражения между флотилиями и подразделениями армии северян-федералов и южан-конфедератов.
Стратегический план первого верховного главнокомандующего вооруженных сил Союза генерала Уинфилда Скотта заключался в том, чтобы, собрав и обучив значительную армию, направить её осенью 1861 года на Средний Запад и овладеть течением реки Миссисипи. Выполнив эту часть плана, северяне рассекали территорию мятежной Конфедерации надвое и лишали её таких важных штатов, как Техас, Луизиана и Арканзас.
Учитывая специфику местности — а основной транспортной артерией Запада являлась именно Миссисипи, — флот должен был играть в намечаемых операциях значительную роль.
Борьба на Миссисипском театре военных действий в основном заключалась в стремлении северян с помощью корабельной артиллерии и действий пехоты на берегу (в том числе — десантируемой с кораблей) захватить ключевые населённые пункты и укрепления на берегу рек бассейна Миссисипи, и в стремлении южан уничтожить речной флот Союза, дабы восстановить контроль над рекой.
В результате с захватом федералами города Виксбурга и получением ими контроля над всем течением Миссисипи положение Конфедерации значительно ухудшилось.
Юг утратил контроль над экономикой Огайской долины и над политической элитой этого региона. С открытием коммерческой навигации (под защитой северян) по Миссисипи экономика Огайо, Индианы, Иллинойса и Миссури получила мощный толчок и стала развиваться с удвоенной силой, что способствовало смещению центра симпатий в регионе в сторону федералов.
Средний Запад стал юнионистским и в военном, и в политическом смысле.
Таким образом, стратегическая операция, в которой одна из главных ролей принадлежала флоту, оказала значительное влияние на ход войны и на политическую ситуацию как внутри Союза, так и Конфедерации.